# 쿠칭 국제공항

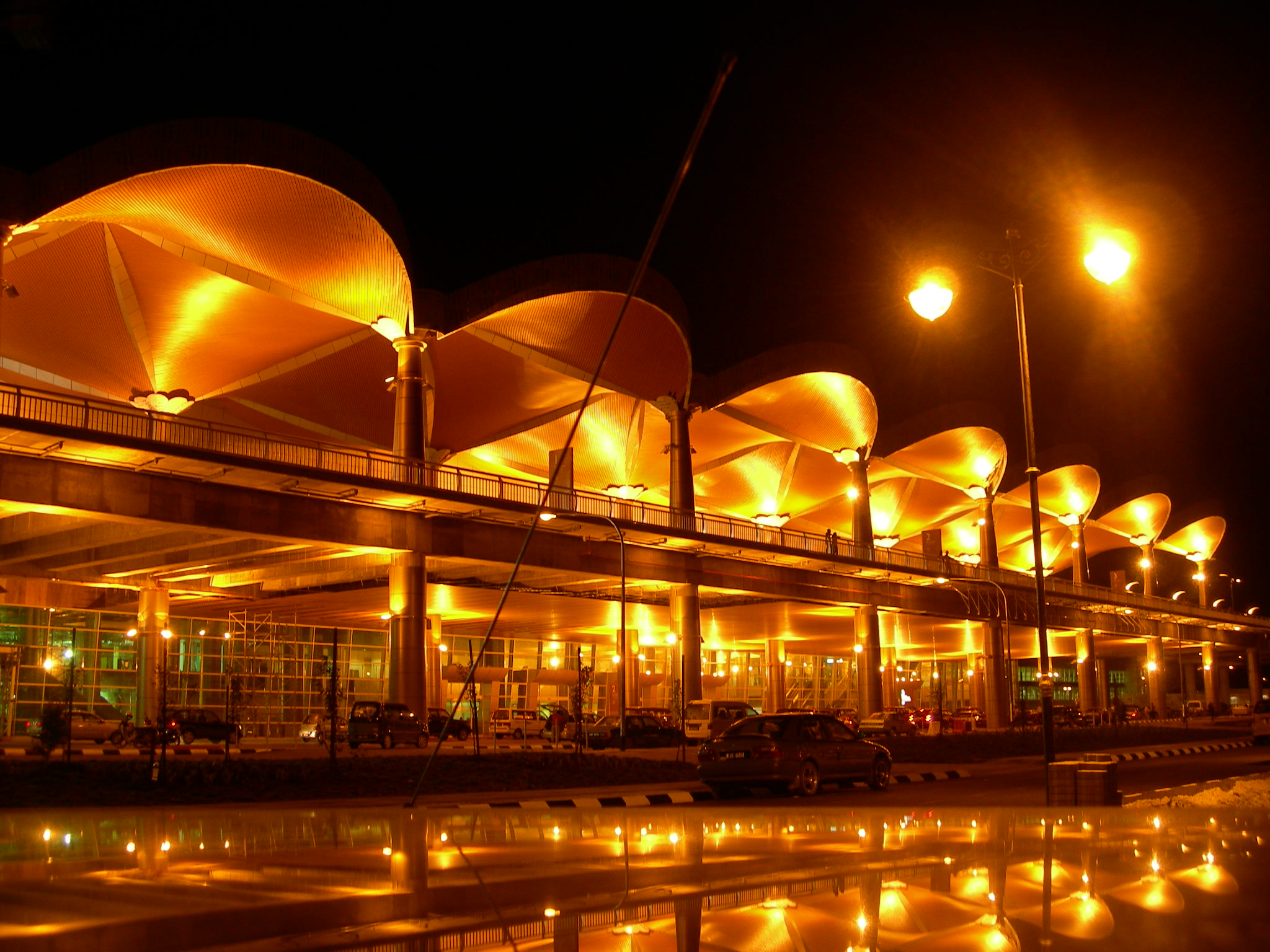

쿠칭 국제공항(Kuching International Airport, KIA, IATA: KCH, ICAO: WBGG)은 말레이시아 사라왁주의 남서부 지역 전반을 관할하는 국제공항이다. 쿠칭시 중심부에서 남쪽으로 11킬로미터 지점에 위치한다.
공항 터미널은 연간 500만 명의 승객을 처리할 수 있으며 말레이시아에서 4번째로 분주한 공항이다. 2017년 5,095,193명의 승객, 51,097대의 항공기를 처리하였다. 같은 해 24,620톤의 화물이 이 시설을 통해 처리되었다.

## 같이 보기
- 말레이시아-인도네시아 대치